# گروه‌های چریکی چپ‌گرا در ایران
گروه‌های چریکی چپ‌گرا در ایران که سعی در براندازی رژیم محمدرضا پهلوی با شیوهٔ چریکی داشتند، در فاصلهٔ سال‌های ۱۳۴۹ تا ۱۳۵۶ در ایران فعّالیت می‌کردند. تمامی گروه‌ها متعهد به مبارزهٔ مسلحانه بودند؛ امّا در ایدئولوژی تفاوت‌هایی با یکدیگر داشتند. اکثر آن‌ها گرایشات مارکسیستی داشتند؛ امّا گروه «مجاهدین خلق ایران» به عنوان یک سازمان سوسیالیست اسلامی بنیان گذارده شده بود.
جنبش چریکی، رهبری انقلاب ۱۳۵۷ ایران را بر عهده نداشت، ولی چهار سازمان چریکی فدائیان خلق، فدائیان منشعب وابسته به حزب توده، مجاهدین خلق و پیکار (مجاهدین مارکسیست) با مشارکت در درگیری‌های خیابانی ۲۰ تا ۲۲ بهمن ۱۳۵۷ تیر خلاص را به جسد نیمه‌جان نظام پهلوی شلیک کردند.

## پیش‌زمینه
بنابر نظر یرواند آبراهامیان، پ‍ژوهشگر برجسته در زمینهٔ انقلاب ایران، سازمان‌های چریکی ایران را می‌توان بر حسب مواضع سیاسی، به پنج دسته تقسیم کرد:
1. سازمان چریک‌های فدایی خلق ایران
2. سازمان مجاهدین خلق ایران
3. مارکسیست‌های منشعب از مجاهدین خلق (معروف به مجاهدین مارکسیست که بعداً به سازمان پیکار در راه آزادی طبقه کارگر تغییر نام داد.)
4. گروه‌های کوچک اسلامی محلّی چون: «گروه ابوذر (نهاوند)، گروه شیعیان راستین (همدان)، گروه اللّٰه‌اکبر (اصفهان)، گروه الفجر (زاهدان)»
5. گروه‌های کوچک مارکسیست که خود به دو گروه مستقل و وابسته تقسیم می‌شوند. مستقل مثل سازمان آزادی‌بخش خلق ایران، گروه دکتر اعظمی و گروه فلسطین؛ و شبکه‌های متعلّق به احزاب سیاسی طرفدار مبارزهٔ مسلحانه مانند گروه توفان، سازمان انقلابی حزب توده ایران، کمیته انقلابی حزب دموکرات کردستان و اتحادیه کمونیست‌های ایران.[۳]

عمدتاً عامل تشکیل گروه‌های چریکی را سرکوب شدید حزب غیر مسلح کمونیست توده که از فعّالیت بازداشته شده‌ بود، می‌دانند. از طرف‌ دیگر، در سطح جهانی نیز چریک‌هایی نظیر مائو تسه تونگ، تیمسار وو نوین جیاپ، و چه گوارا به موفّقیت‌هایی دست یافته یا در حال رسیدن بودند. آبراهامیان، استراتژی گروه‌های چریکی را «توسّل به اعمال قهرمانانهٔ خشونت‌بار برای از بین بردن جو اختناق و وحشت حکومتی» توصیف می‌کند.

در چنین شرایطی که هیچ حلقهٔ ارتباطی محکمی میان روشنفکران انقلابی و توده‌ها وجود ندارد، ما مانند ماهی در آب نیستیم، بلکه ماهی جدا افتاده‌ای هستیم که توسّط تمساح‌های خطرناک محاصره شده است. اختناق، سرکوب و نبود دموکراسی، ایجاد سازمان‌های کارگری را برای ما ناممکن کرده است. برای شکستن این طلسم ضعف و ناتوانی و به حرکت درآوردن مردم، باید به مبارزهٔ مسلحانهٔ انقلابی متوسّل شویم.

از نظر پیشینهٔ اجتماعی، اعضای گروه‌های چریکی اغلب از روشنفکران طبقهٔ متوسط بودند. در سال‌های میان حماسهٔ سیاهکل (۱۹ بهمن ۱۳۴۹) تا مهر ۱۳۵۶ که راهپیمایی‌های خیابانی تهران آغاز می‌شد، تقریباً ۳۴۱ تن از چریک‌ها کشته شدند که از میان کشته‌شدگانی که اطلاعاتی از آن‌ها در دست است، بیش از ۹۰ درصدشان روشنفکر تلقی می‌شوند.

## پیشینه
اغلب مورخین حملهٔ ۱۹ بهمن ۱۳۴۹ به پاسگاه ژاندارمری در سیاهکل واقع در جنگل‌های گیلان را به عنوان آغاز دوران مبارزهٔ چریکی در ایران به حساب می‌آورند. طی آن عملیات، چریک‌ها سه پلیس را کشتند و دو چریکی را که پیشتر دستگیر شده بودند، آزاد کردند.
سازمان‌های چریکی در نیمهٔ نخست دههٔ ۱۳۵۰ نسبتاً فعّال بودند. بین سال‌های ۱۳۵۲ تا ۱۳۵۴، سه سرهنگ آمریکایی، یک تیمسار ایرانی، یک گروهبان ایرانی و یک مترجم ایرانی سفارت ایالات متحده همگی توسّط گروه‌های چریکی کشته شدند. در زمستان سال ۱۳۵۴، یازده تن از چریک‌ها به خاطر این قتل‌ها اعدام شدند.
با این وجود، در نیمهٔ دوم دههٔ ۱۳۵۰ گروه‌های چریکی به دلیل اختلافات درون حزبی و سرکوب رژیم، اندک اندک رو به ضعف نهادند.
سازمان مجاهدین خلق ایران در کوران مباحث درون حزبی پیرامون ادامه دادن یا کنار گذاشتن مبارزهٔ مسلحانه بود و انتشارات خود حزب، عملیات‌های معدودی را طی سال ۱۳۵۷ گزارش کرد. به‌گونه‌ای یک «سکوت نسبی» به دلیل کاهش عملیات‌ها پس از خرداد ۱۳۵۷ روی داده بود.
سازمان چریک‌های فدایی خلق ایران بنابر اظهارات یکی از رهبران گروه، پس از «ضربه‌های سنگین ۱۳۵۴، از هم پاشید و ناپدید شد»، «تلاشش را برای حفظ بقا متمرکز کرد» و تنها به «عملیات‌های پراکنده» پرداخت تا نشان دهد، هنوز موجودیت دارد. در بهترین حالت، تنها چند ده نفر از اعضای گروه باقی‌ مانده بودند. گروه تصمیم گرفت که شرایط عینی برای انقلاب وجود ندارد و همان‌طور که جنبش اسلامی قوت می‌گرفت، سازمان مسئولیت عملیات‌های نسبتاً اندکی را بر عهده گرفت؛ بنابر اعلامیه‌های رسمی گروه یک مورد در تابستان ۱۳۵۶، دو مورد در زمستان ۱۳۵۶ و پنج مورد در تابستان ۱۳۵۷. در انتهای پاییز ۱۳۵۷، با رشد احتمالی اعضای گروه، سازمان جانی تازه گرفت و مسئولیت شش عملیات را در آذر و ۱۲ مورد دیگر را در دی ۱۳۵۷ بر عهده گرفت.

## انقلاب ۱۳۵۷
در اواخر پاییز ۱۳۵۷، تظاهرات عظیم مردمی، بازگشت مخالفین از خارج و فشار بر روی نیروهای امنیتی نظام سلطنتی از جانب نیروهای انقلابی، گروه‌های چریکی را دوباره احیا کرد. گروه‌های چریکی دوباره «هم در کشتن رهبران ارتش و پلیس ایران و هم شرکت در راهپیمایی‌هل اعتراضی» فعّال شدند. «در پاییز ۱۳۵۷... هر دو گروه مجاهدین و فدائیان قادر بودند… حرکت‌های قابل ملاحظه‌ای را آغاز کنند که اغلب شرکت‌کنندگان در این حرکت‌ها، جوانان بودند.»
پس از انقلاب ۱۳۵۷، اغلب گروه‌ها توسّط جمهوری اسلامی به طرز موفّقیت‌آمیزی سرکوب شدند. مجاهدین خلق ایران به حیات خویش ادامه داد؛ امّا به عراق نقل مکان کرد که درگیر جنگ با جمهوری اسلامی بود. مجاهدین خلق هم‌اکنون خود را گروه اپوزیسیون دموکراتیک غیر خشونت‌بار توصیف می‌کند.

## مشهورترین گروه‌های چریکی ایران
- سازمان چریک‌های فدایی خلق ایران
- مجاهدین خلق ایران (اسلام‌گرا)
- سازمان فدائیان خلق (اقلیت)
- سازمان پیکار در راه آزادی طبقه کارگر